# Eugen Sutermeister
Eugen Sutermeister ( 1862 - 1931), hijo de Otto Sutermeister, fue un escritor y predicador protestante suizo y fundador de la organización suiza Sonos para sordos.
Con 4 años de edad perdió su sentido de oído a causa de una meningitis. Hizo aprendizaje de grabado. En 1896 publicó 
sus canciones de un sordo.